# アグノー
アグノー （フランス語: Haguenau、ドイツ語: Hagenau、アルザス語: Havena）は、フランス、グラン・テスト地域圏、バ＝ラン県のコミューン。

## 地理
アグノーは、ストラスブールの北およそ35kmに位置する。アルザス第5のコミューンおよび県第2のコミューンである。コミューン域内は広く（アルザス地域圏内で最大）、アグノーの森を含む。

## 由来
Haguenauという地名は、Haag （アレマン語で「木」を意味する）と Au（川辺の牧草地を意味する）からなっており、『木立のある川辺の牧草地』を意味する。「-au」で終わる地名は、ライン川両岸では一般的である。元々のつづりはドイツ語式のHagenauであったが、フランス語の正書法に従って「アジュノー」と読まれるのを防ぐために U の字が挿入された。エギスハイムも同じやり方で現在のつづりになった。対照的に、Fegersheim と Gimbrett はつづりが変えられることはなかった。別の言語圏に属する周辺地域の、フランス同化に関するミステリーである。

## 歴史

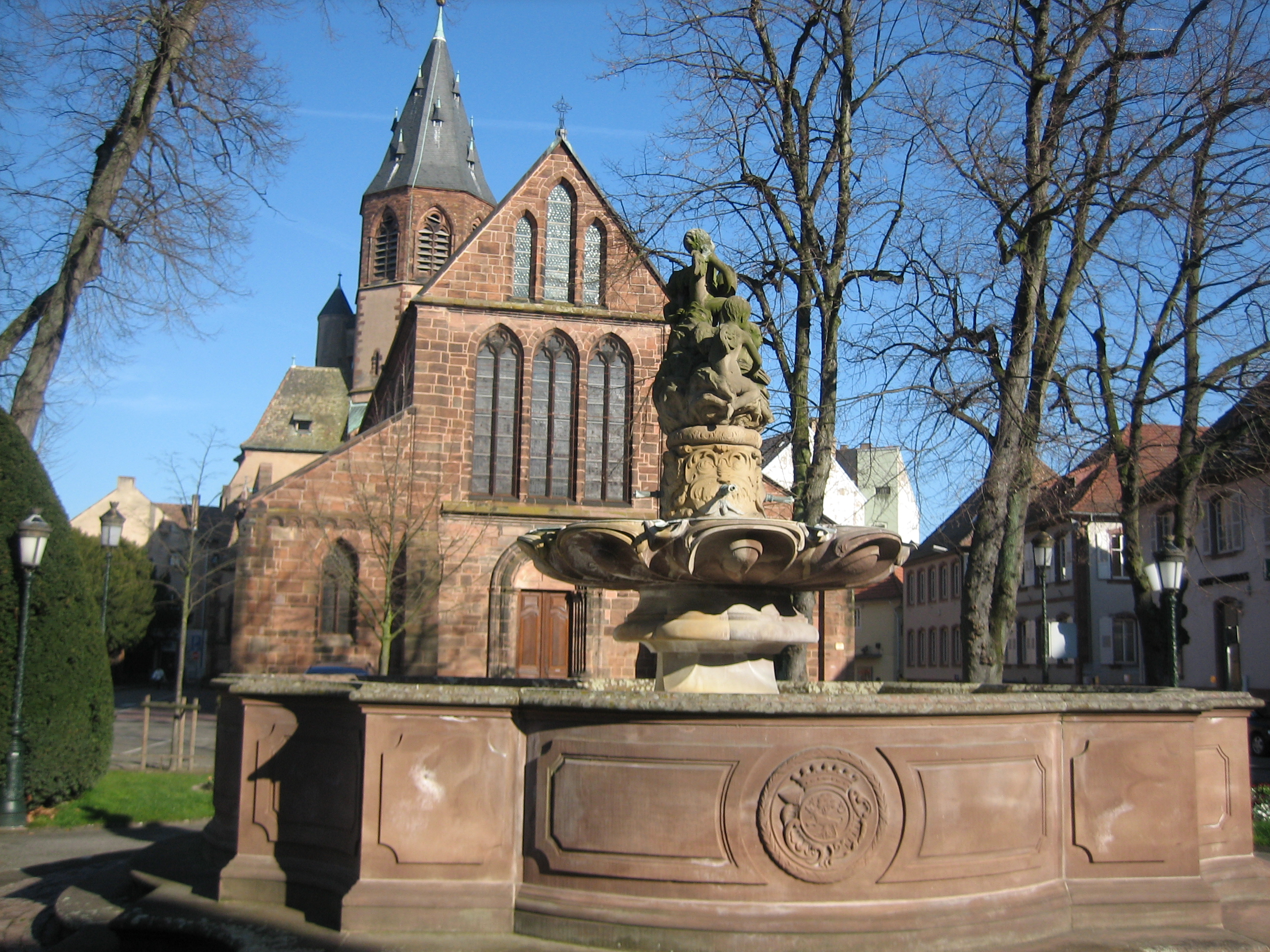
サン＝ジョルジュ教会

アグノーの町は、神聖ローマ皇帝フリードリヒ1世の父であるシュヴァーベン大公フリードリヒ2世によって、モデル川（ライン川の支流）の島につくられた。1164年にフリードリヒ1世はアグノーに特権を与えた。皇帝は気に入っていたアグノーに住居を建てた（彼の名を冠した建物がいまも残る）。
1262年から帝国自由都市となり、1354年8月に始まった都市同盟、十都市同盟の構成都市となり、郡都がおかれた。1648年、非常にあいまいなミュンスターの和議によってフランスに併合され、アグノーは自由都市の地位を失った。アグノーはフランス併合を望まず、ドイツの自由都市のままでいることを望んだ。ルイ14世は十都市同盟を武力で従わせることを決め、1677年にモンクラール将軍率いるフランス軍は、神聖ローマ帝国が建てた有名な城を含むアグノーを破壊した。アグノーは十都市同盟の都市とともに、ついに1680年に占領された。
1945年初頭、アグノーはドイツ軍の再攻撃であるノルトヴィント作戦の舞台となった。連合国による解放後、アグノーには対独協力者の容疑をかけられた女性のみを抑留する収容所があった。

## 姉妹都市
- ランダウ・イン・デア・プファルツ、ドイツ

アグノー - Haguenau
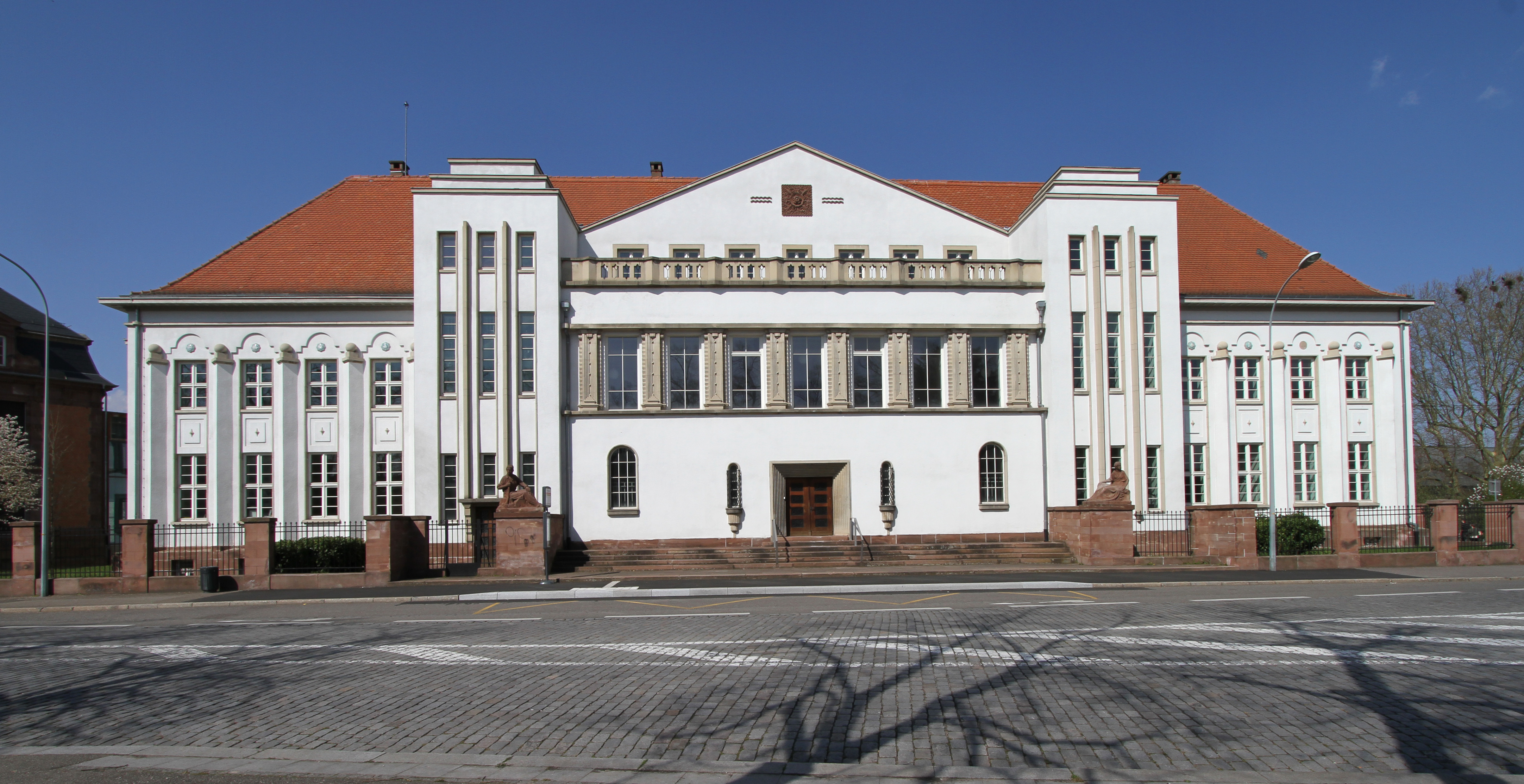
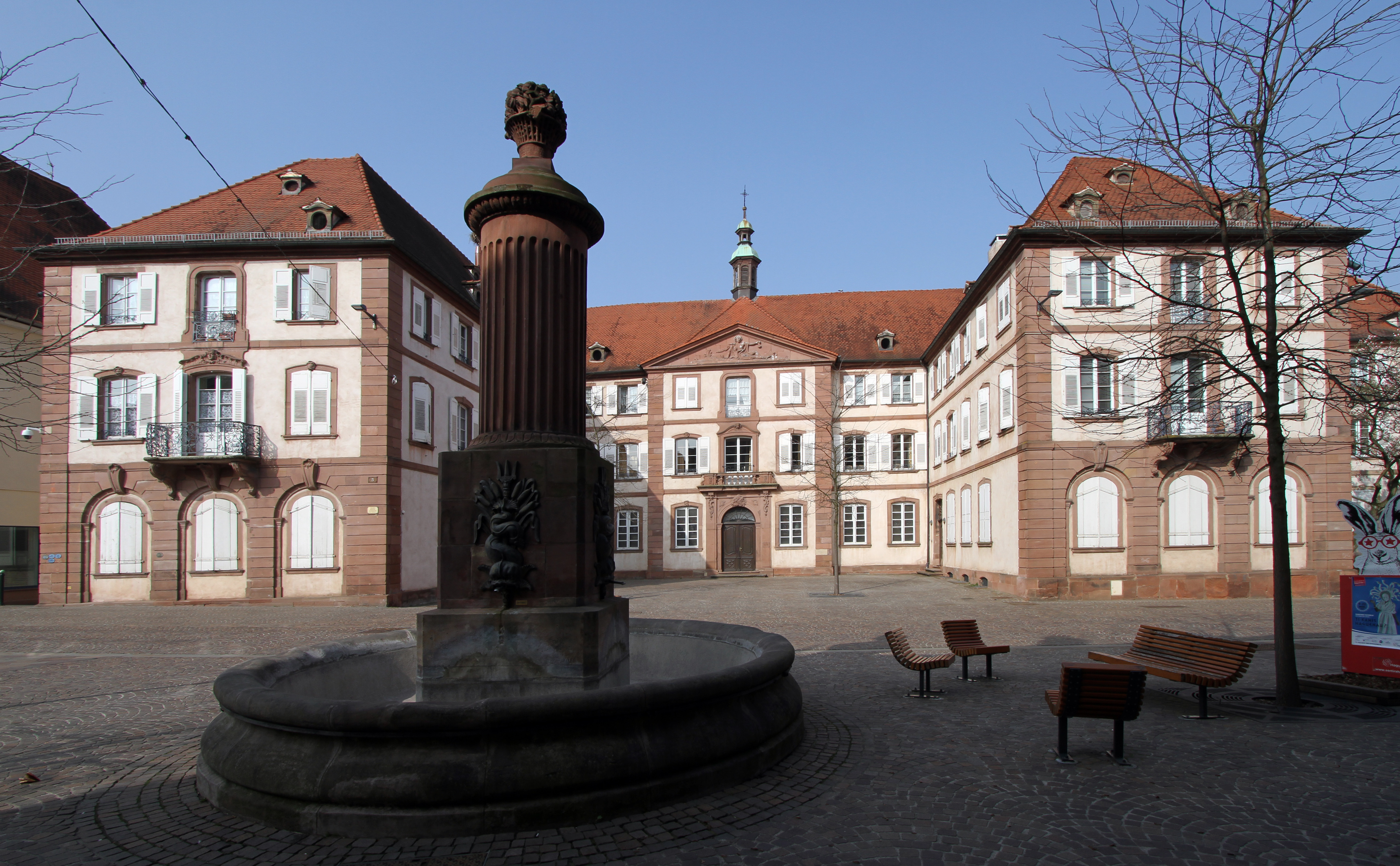
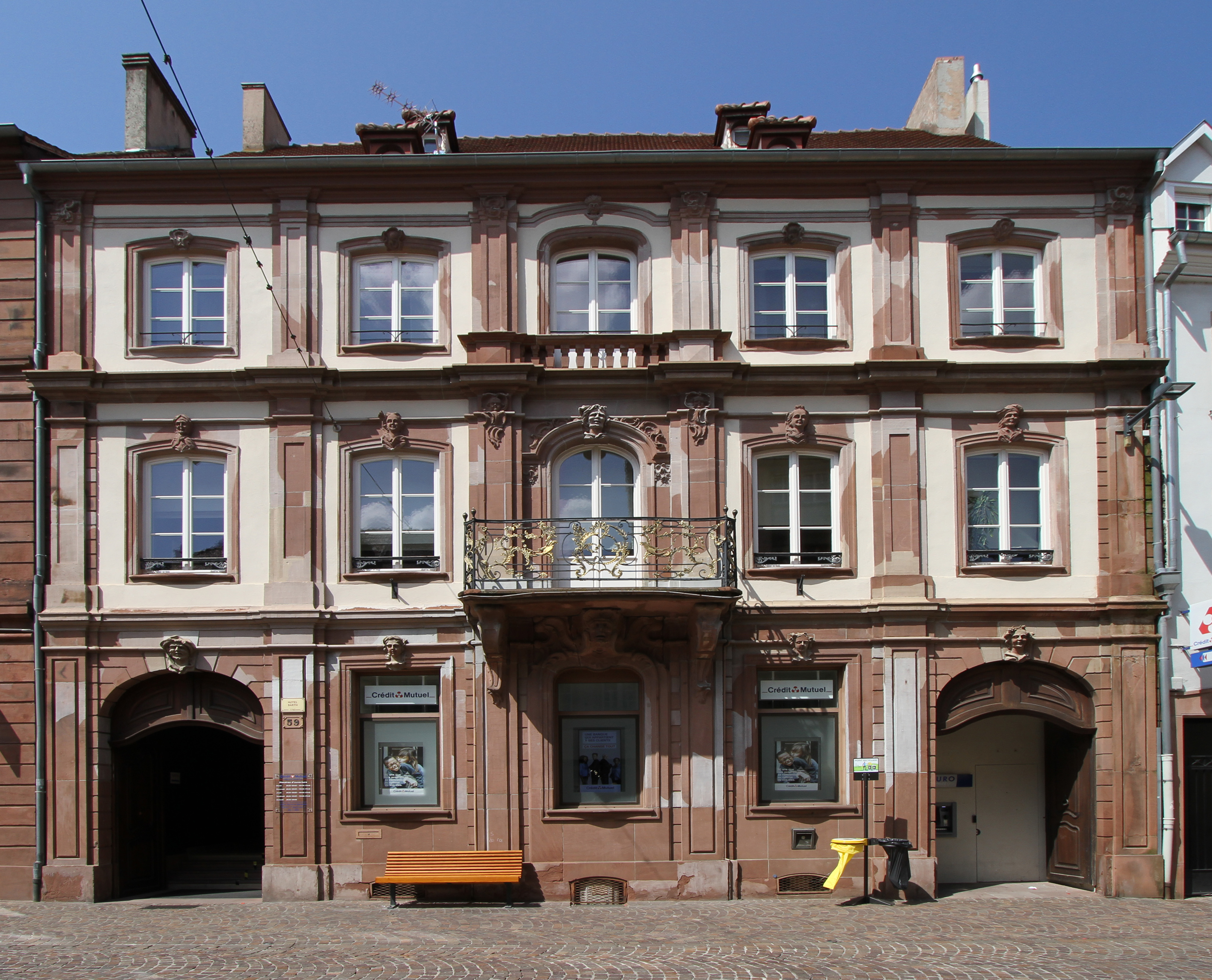
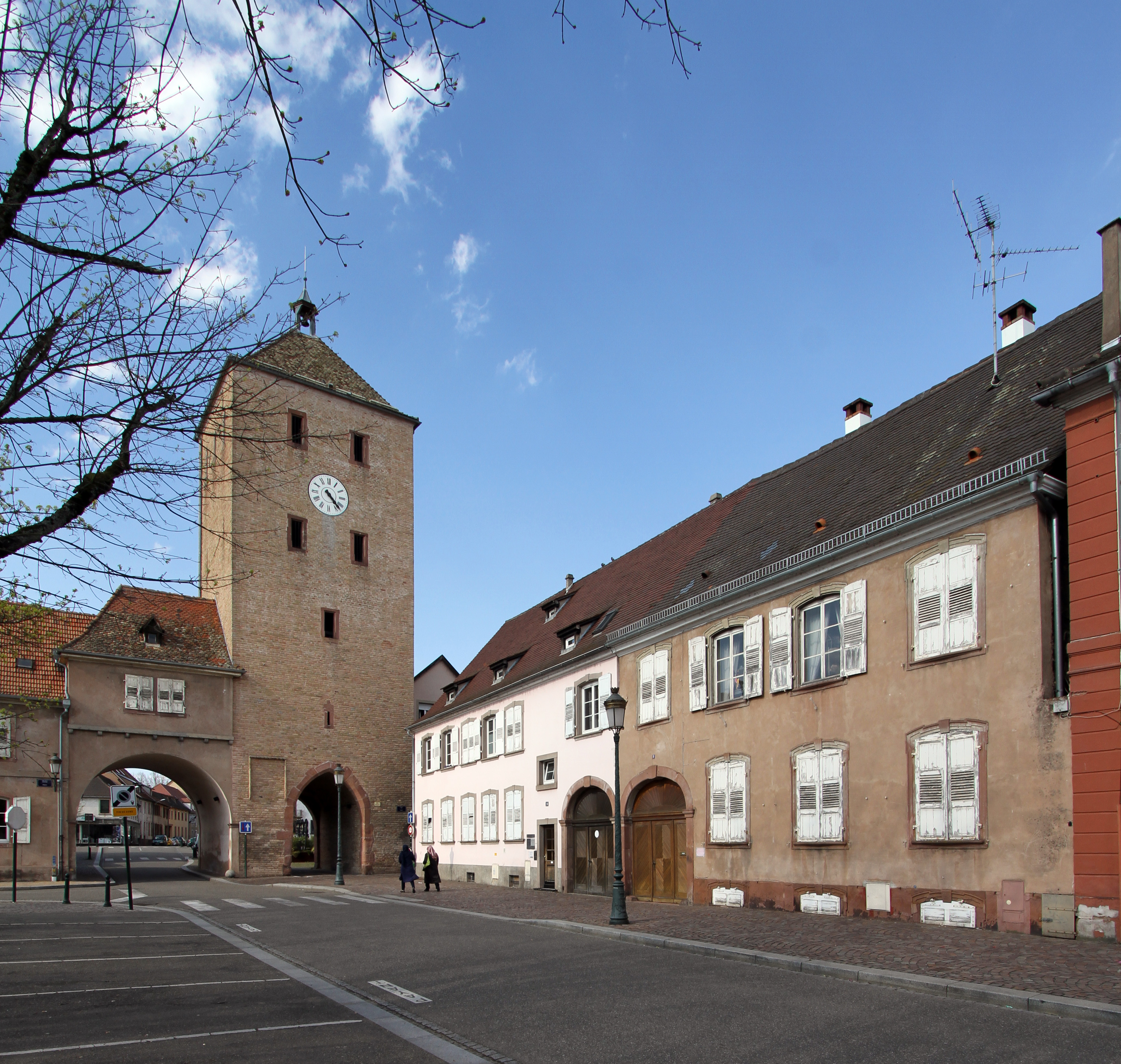
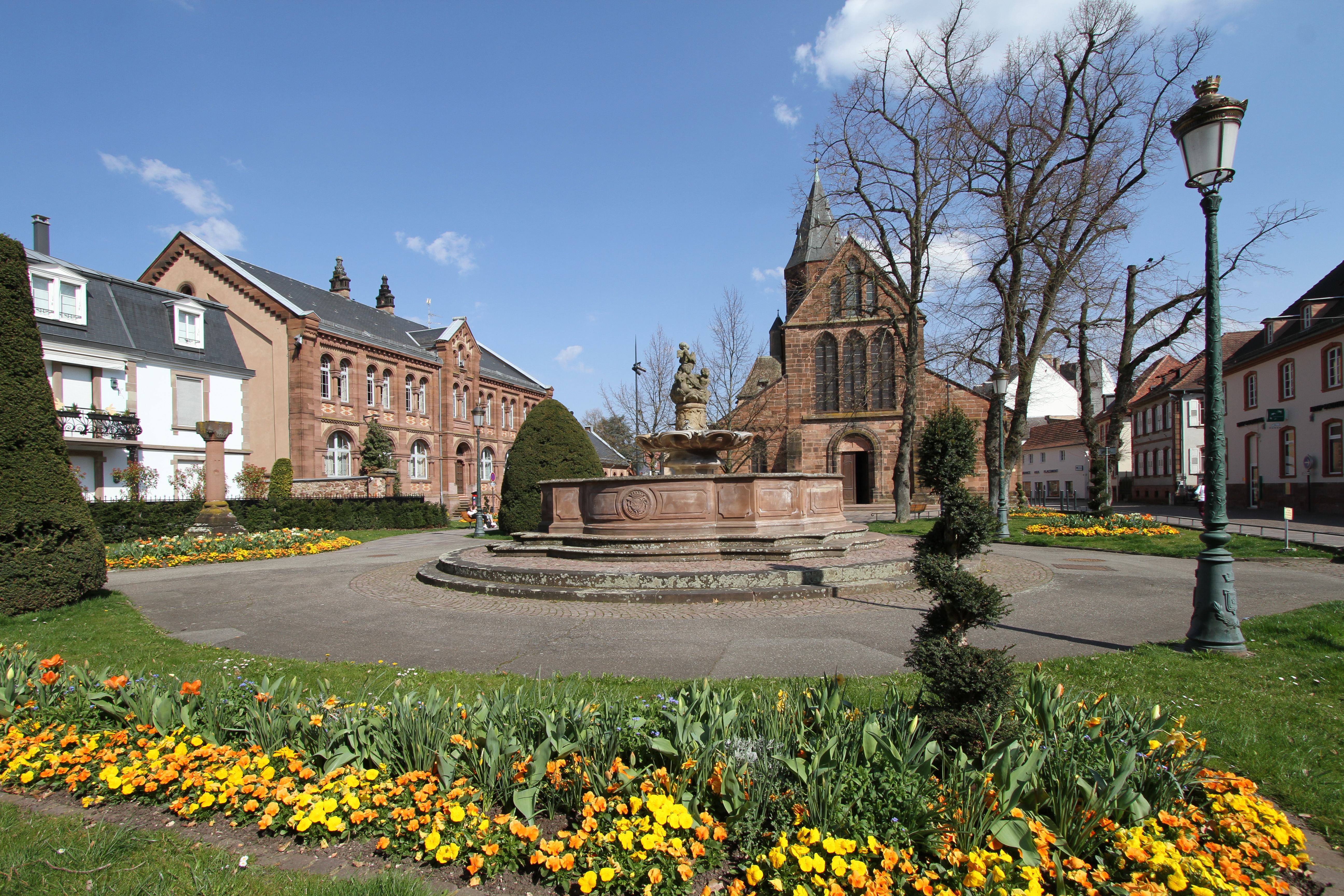
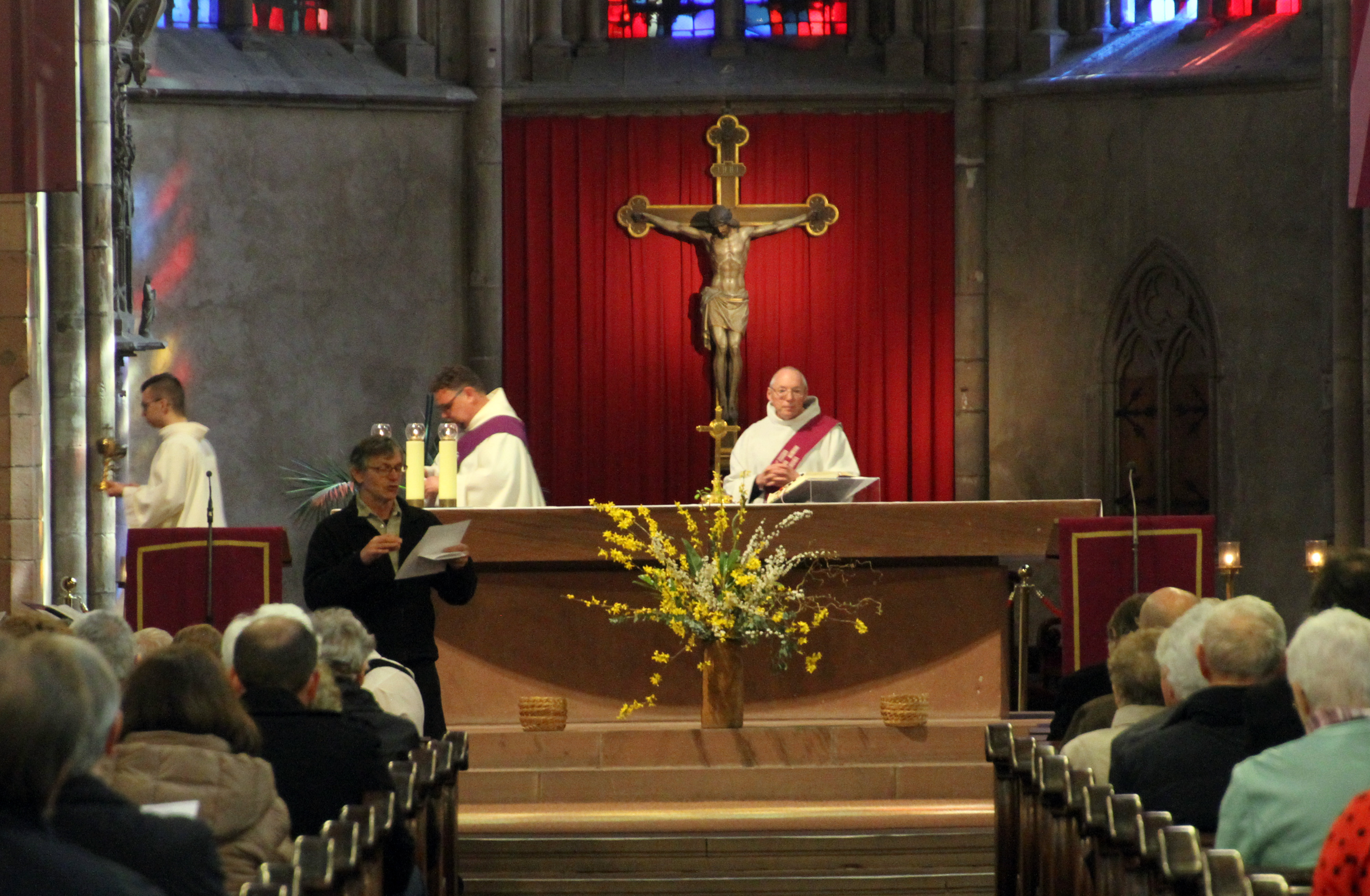
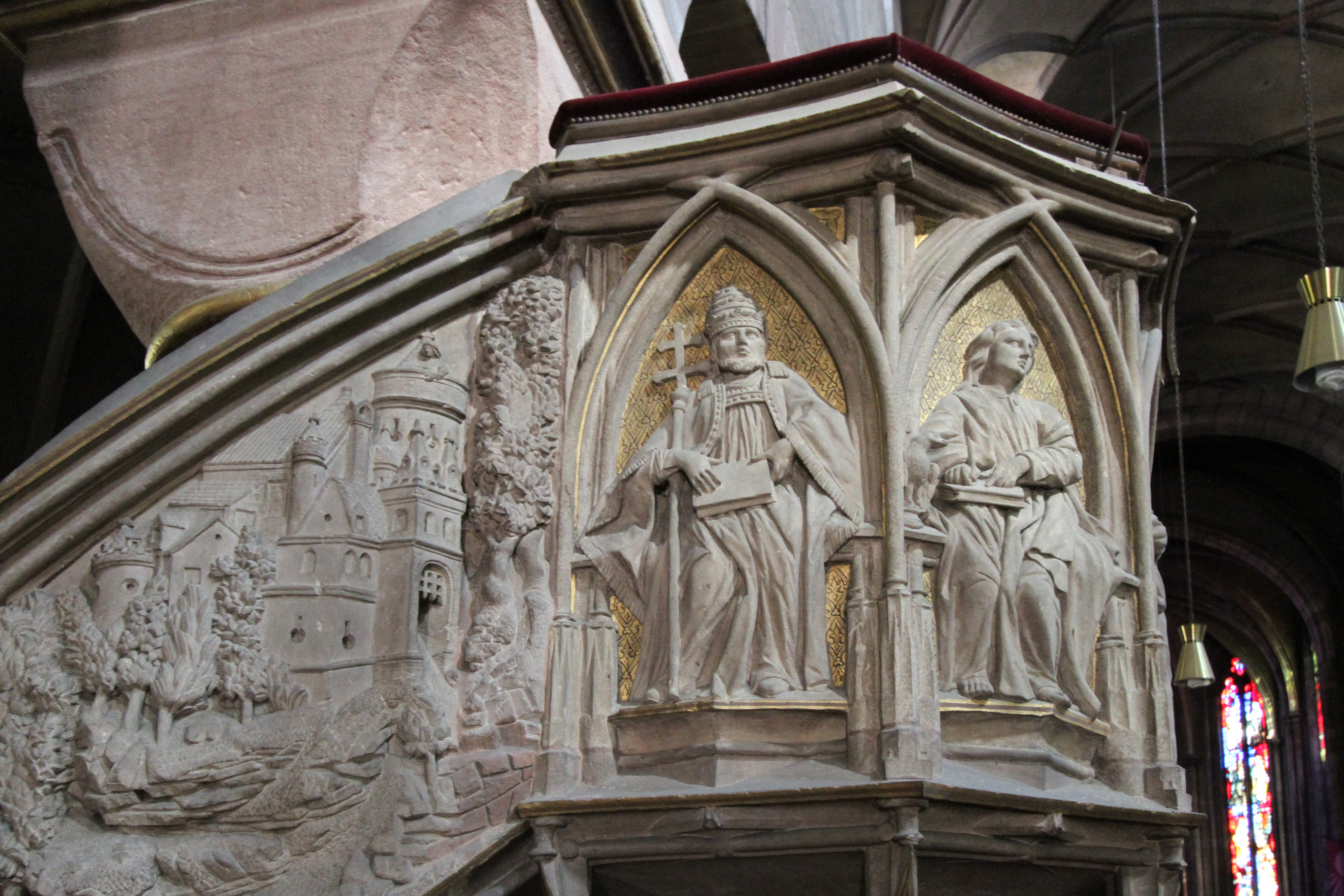
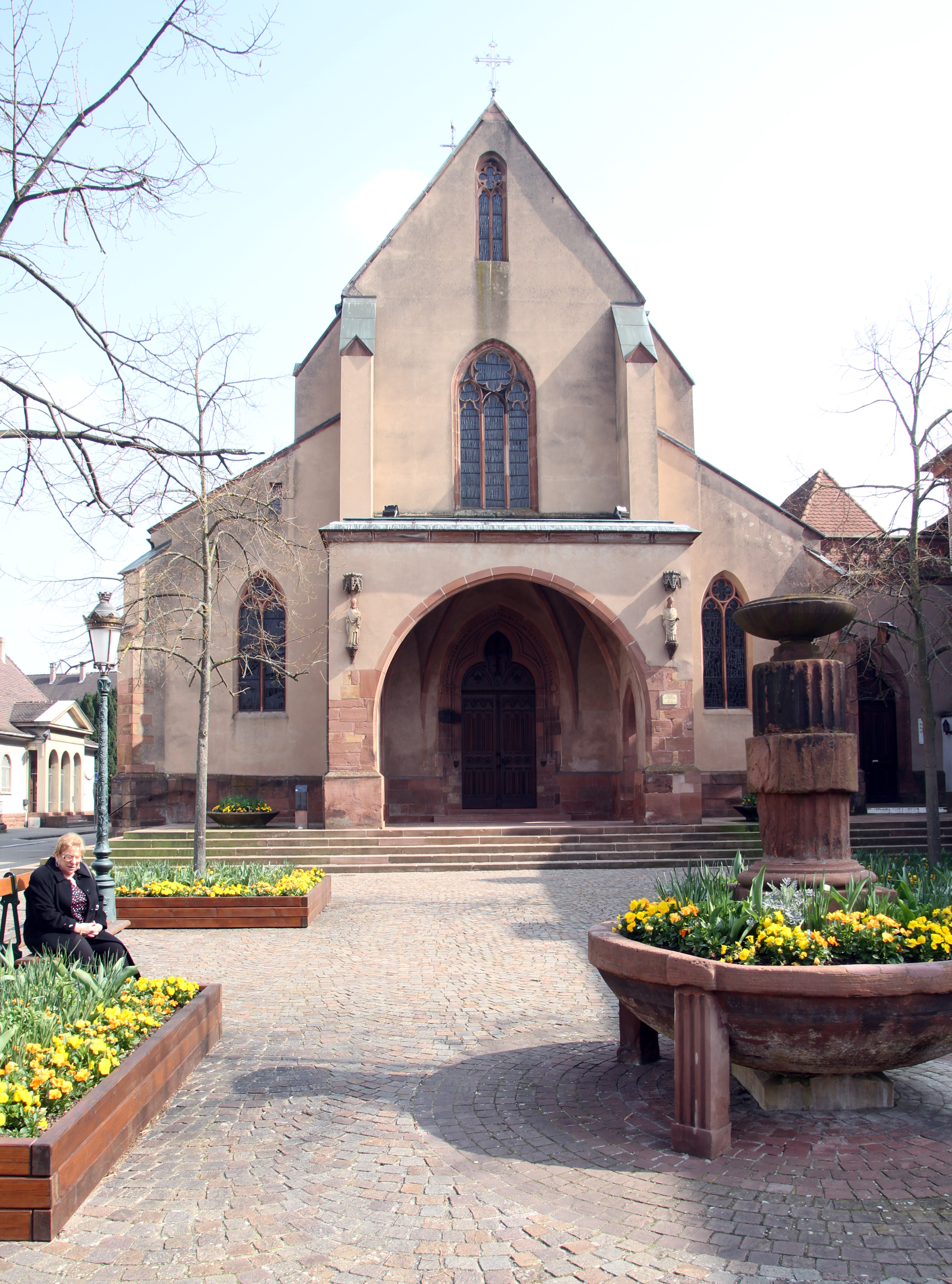
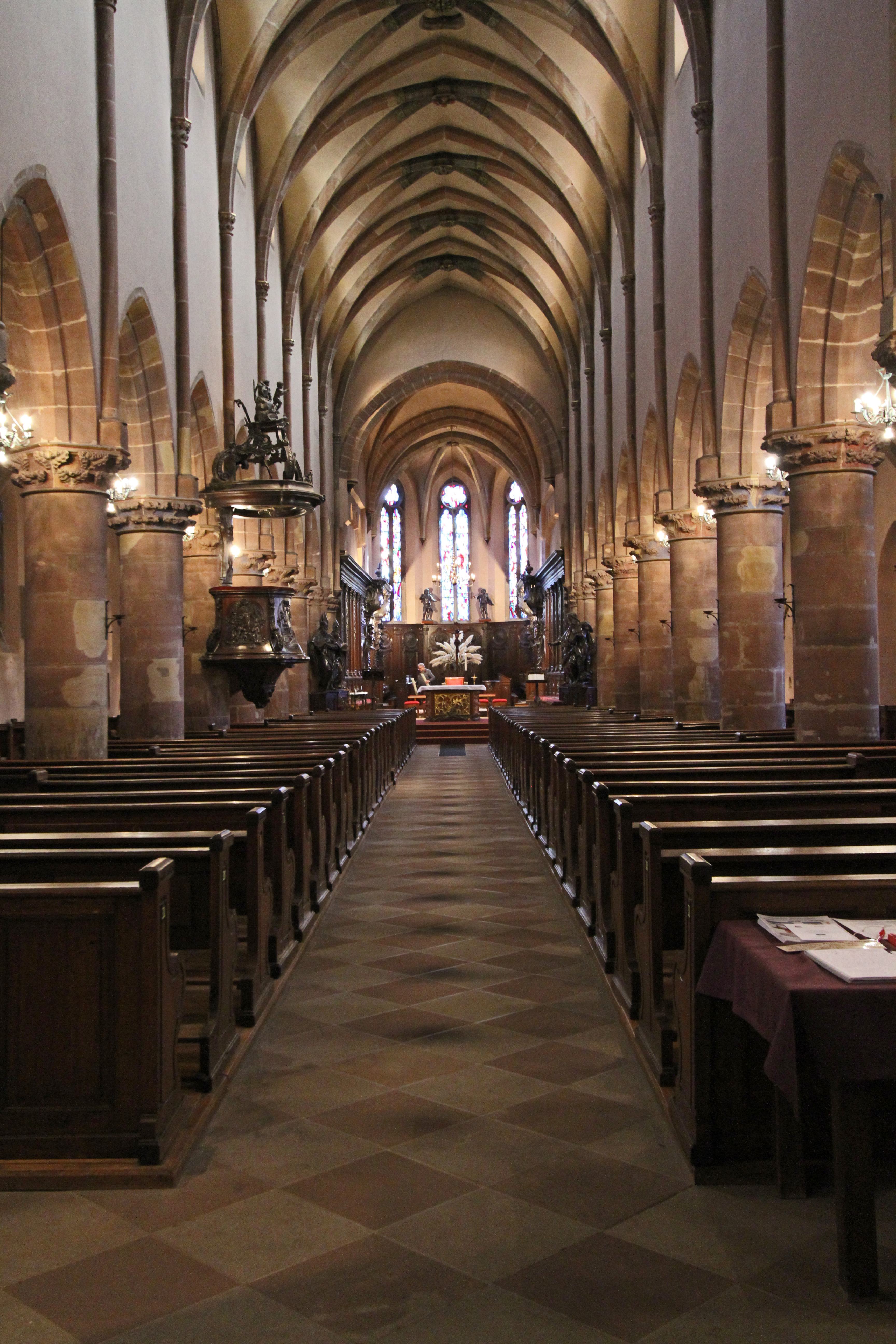
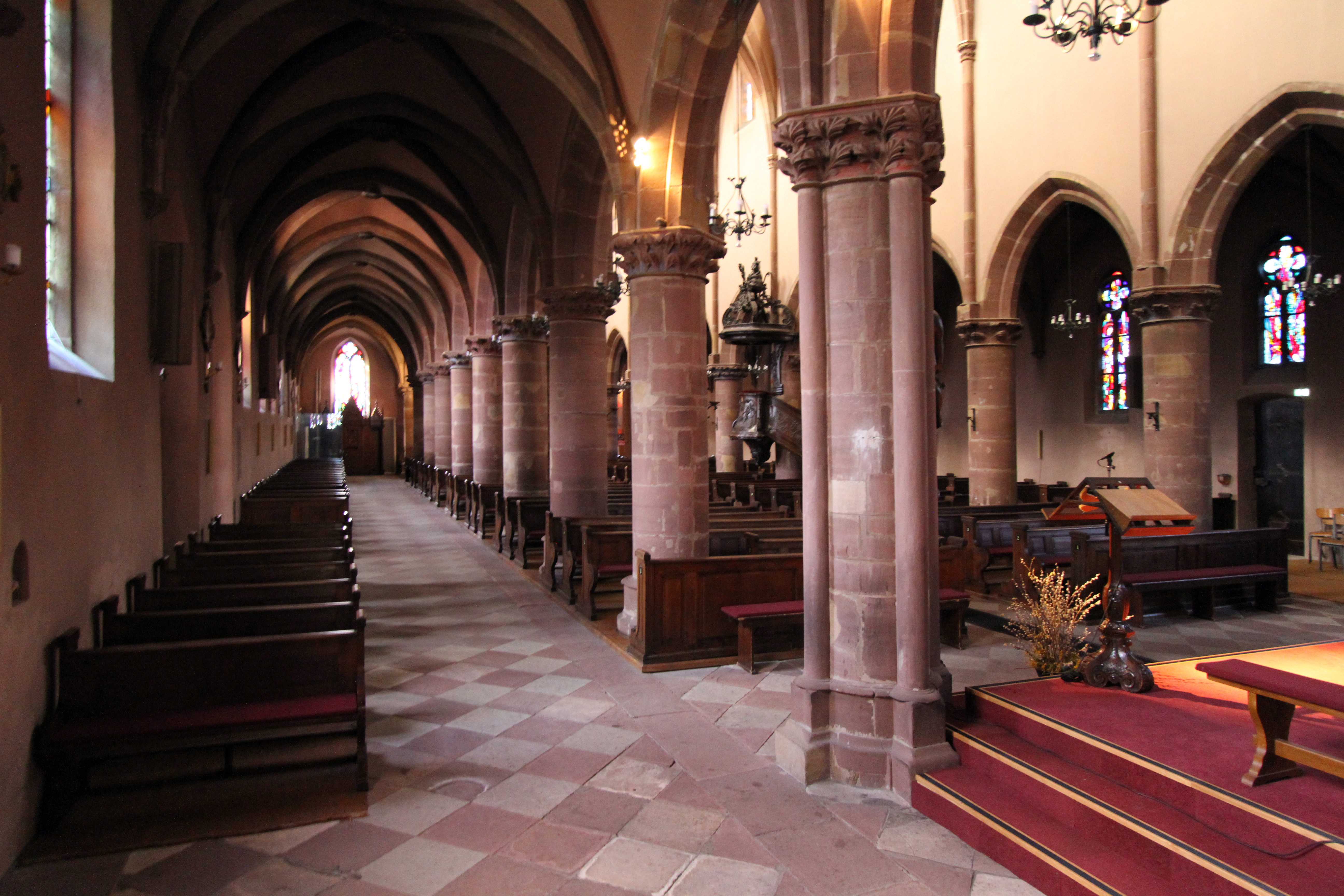
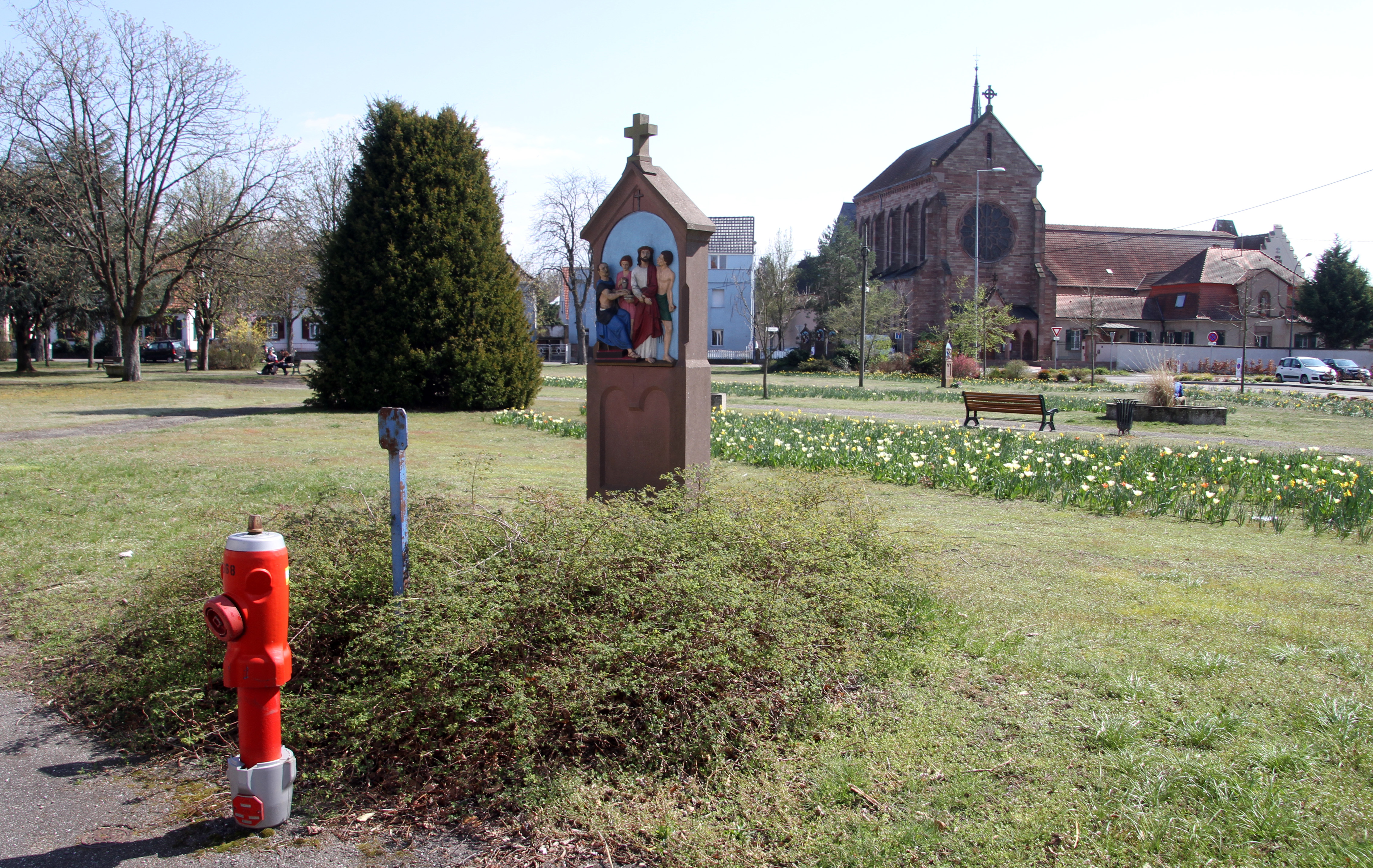
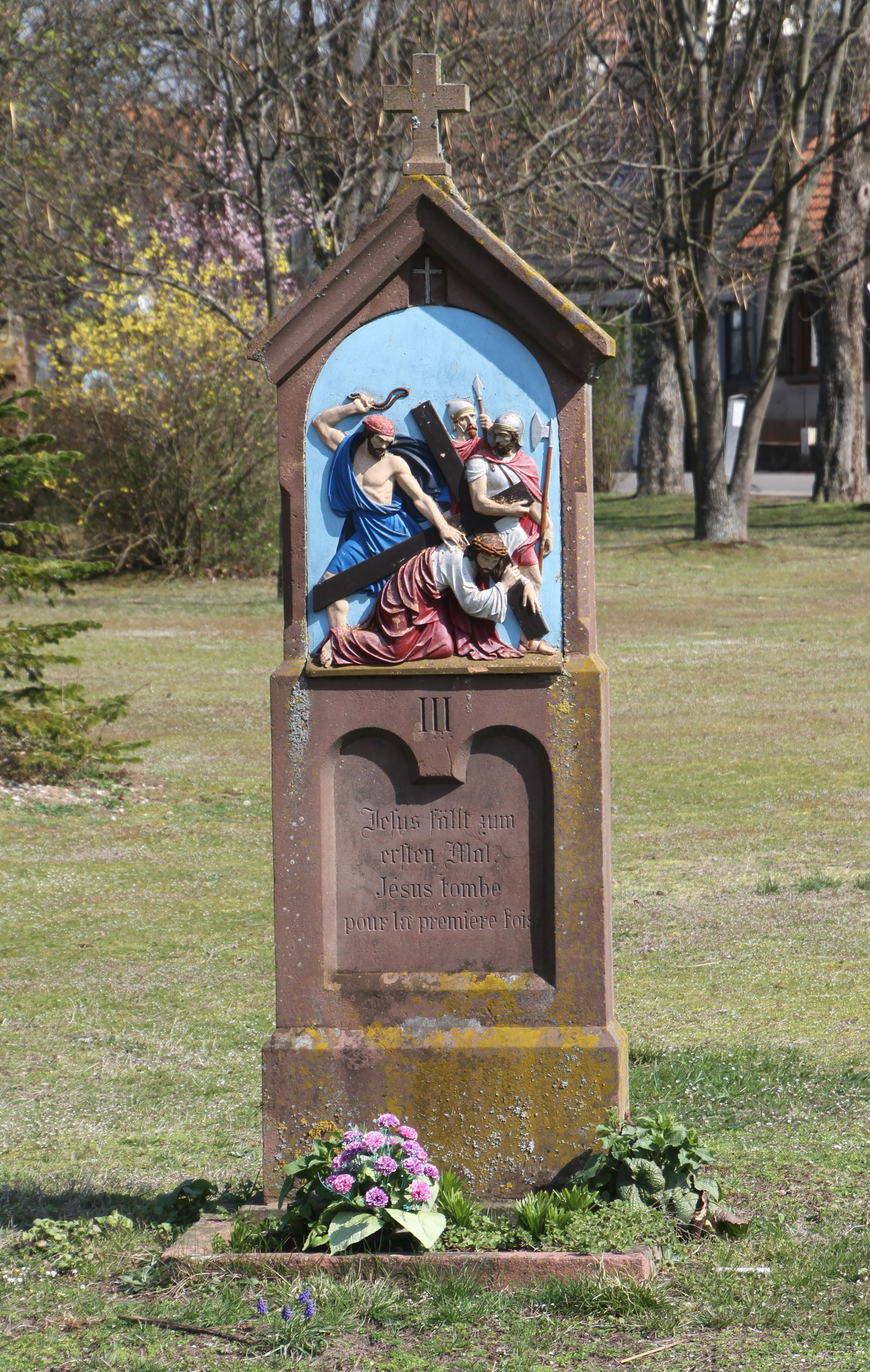

## 著名出身者
- セバスチャン・ローブ - レーシングドライバー
- セルダル・ギュルレル - サッカー選手